# Sean-nós
El sea mós o canto gaélico es un estilo de canto tradicional propio de las zonas de Irlanda y Escocia donde aún se habla la lengua gaélica. Aunque el término sean-nós es irlandés y las formas más elaboradas del estilo se asocian fuertemente con Irlanda, la categoría es extensible también a los cantos gaélicos de Escocia, pues ambas naciones poseen un origen cultural común, una misma lengua y folklores musicales parecidos.   
Este canto, transmitido oralmente de generación en generación, se basa en la entonación y el ritmo del lenguaje y la poesía gaélicos. En Irlanda ha sobrevivido en Donegal, Mayo, Kerry, Cork, Waterford, Meath y sobre todo al oeste de Galway, en Connemara. 

## Descripción
Es un canto muy ornamentado en el que el cantante debe modificar sutil pero significativamente su interpretación cada vez que canta. Normalmente no se acompaña de ningún instrumento. El cantante no suele interpretar lo que canta, ya que las palabras cuentan la historia por sí solas; por ello muchos cantantes de sean-nós suelen cerrar los ojos, poner sus manos detrás de la espalda y levantar la cabeza para cantar, en actitud solemne. No es común que muevan sus manos o cualquier otra parte de su cuerpo.

## Ornamentación
Uno de los rasgos más característicos del sean-nós, que lo distingue de muchas tradiciones de canto folklórico europeo y lo asemeja a otras como el cante jondo flamenco, es su notable grado de ornamentación e improvisación. Cada cantante imprime su sello personal al canto que interpreta mediante la utilización de ornamentos. Hay muchas formas de hacerlo; por ejemplo, se pueden completar intervalos añadiendo nuevas notas musicales. Esto es conocido como maisiúchán (embellecimiento). El intérprete puede variar el ritmo o incluso el tono de la música, sin dejar de ajustarse en todo momento al esquema básico de la composición que interpreta.

## Otros elementos
La flexibilidad y libertad que se le otorga al intérprete es una de las claves de este estilo. El uso de glissandos, por ejemplo, es algo muy habitual. En las últimas líneas de la composición el cantante suele narrar la letra, en lugar de cantarla, anunciando así que la interpretación está llegando a su fin. 

## Estilos
En Irlanda hay tres principales estilos asociados a su vez a tres regiones: Donegal, Connaught y Munster. El rasgo más distintivo del canto en cada región es el dialecto lingüístico de cada una, pero existen además elementos estilísticos propios de cada zona.
En Donegal, por ejemplo, el ritmo suele ser más regular y melódico y la ornamentación es menos común que en Connemara/Mayo, donde el estilo tiende a utilizar muchos melismas. Por otra parte, en las zonas de Kerry y Cork (Munster) el canto es más flexible, el cantante tiene más libertad para modificar y crear diferentes versiones de una misma canción que en la zona de Connemara.
El estilo del canto en Munster es el más clásico. Es muy habitual que los cantantes utilicen el vibrato como elemento ornamental. 
Sin embargo, con el tiempo y a través de los medios de comunicación como radio o televisión, los diferentes estilos de sean-nós se han difundido en todas las regiones del país, propiciando la adaptación de unos a otros y finalmente la pérdida de muchos de sus rasgos característicos.
Algunos de los intérpretes más famosos de sean-nós en Irlanda son:
- En Donegal: Mairéad Ni Mhoanaigh (Altan), Máire Ni Bhraonain (Clannad), Máire Ní Choilm, Gearóidín Bhreathnach, Lillis O´Laoire, Doiminic Mac Giolla Bhríde.
- En Connemara: Seán 'ac Dhonncha, Dara Bán Mac Donnchadha, Róisín Elsafty, Neain Tom Taimín.
- En Mayo: Tomás Ó Máille.
- En Kerry: Máire Begley y la familia Begley, Seán de hOra.
- En Cork: Peadar Ó Riada, Iarla Ó Lionáird, Diarmuidín Ó Súilleabháin.

El canto gaélico, al igual que otros estilos tradicionales, ha experimentado también renovaciones y fusiones, aproximándose de la mano de algunos artistas a sonoridades más ligeras y contemporáneas como el pop, el rock o la new age. Ejemplos en Irlanda son grupos como Clannad o intérpretes como Aoife Ní Fhearraigh, Karan Casey, Moya Brennan o Enya. En Escocia destaca Karen Matheson, cantante del grupo folk Capercaillie.   
- Datos: Q771291